# Josef Trixl-Hellensteiner

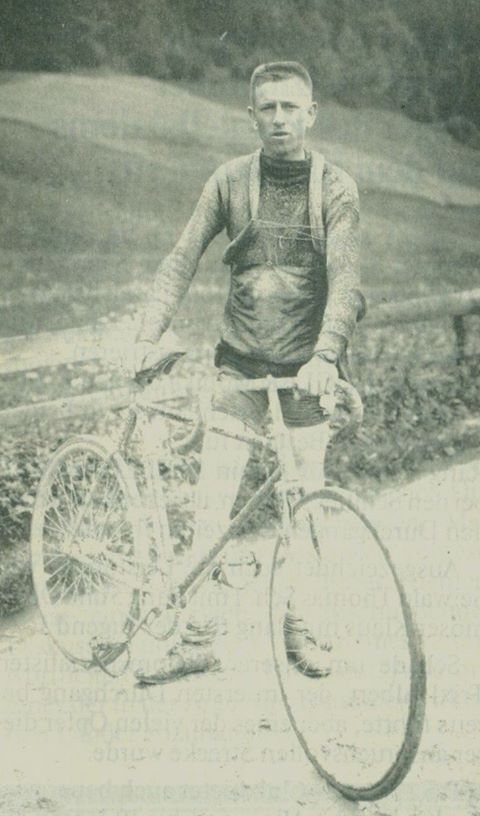
Josef Trixl-Hellensteiner (1889–1980)

Josef Trixl-Hellensteiner (* 26. Oktober 1889 in St. Johann in Tirol; † 7. Dezember 1980 ebenda) war ein österreichischer Rad- und Skisportler. Er war der erste Tiroler, der an Olympischen Spielen teilnahm.

## Leben
Josef Hellensteiner kam als uneheliches Kind der Taglöhnerin Elisabeth Hellensteiner in St. Johann in Tirol zur Welt und wurde von den Schwestern Trixl zu Wiesenstall im St. Johanner Ortsteil Reitham adoptiert. Den damit verbundenen Namenszusatz Trixl führte er kaum. Er bewirtschaftete mit seiner Lebenspartnerin Veronika Landegg jahrzehntelang den Bergbauernhof Wiesenstall und starb am 7. Dezember 1980 in St. Johann in Tirol. 1954 wurde Hellensteiner zum Ehrenmitglied des St. Johanner Skiclubs ernannt.

## Radsport
Josef Hellensteiner wurde als Radrennsportler 1911 Zweiter bei der Österreichischen Straßenmeisterschaft und Dritter beim Rennen „Rund um die Gletscher Tirols“ (ca. 320 km) sowie bei der Straßenmeisterschaft von Tirol.
1912 war sein erfolgreichstes Jahr. Das Illustrierte österreichische Sportblatt berichtete, ebenso der Kitzbüheler Bote:
„Am 11. August 1912 wurde die Straßenmeisterschaft des Tiroler Radfahrerverbandes von Innsbruck nach Kitzbühel über 100 km durchgeführt. Die Abfahrt in Innsbruck erfolgte um 05.10 Uhr bei strömendem Regen. Die Straßen waren aufgeweicht und der Nebel hing bis ins Tal herunter. In Söll hängte Josef Hellensteiner seine Begleiter ab und stürmte allein dem Ziel zu. Sein Vorsprung war so groß, dass er sich in seinem Heimatort mit einem Landmanne in ein längeres Gespräch einlassen konnte und sich überdies an einem Brunnen den Luxus des Spritzbades zu leisten vermochte, was er auch in Oberndorf wiederholte. Er wurde Tiroler Straßenmeister mit 3,54,30.“

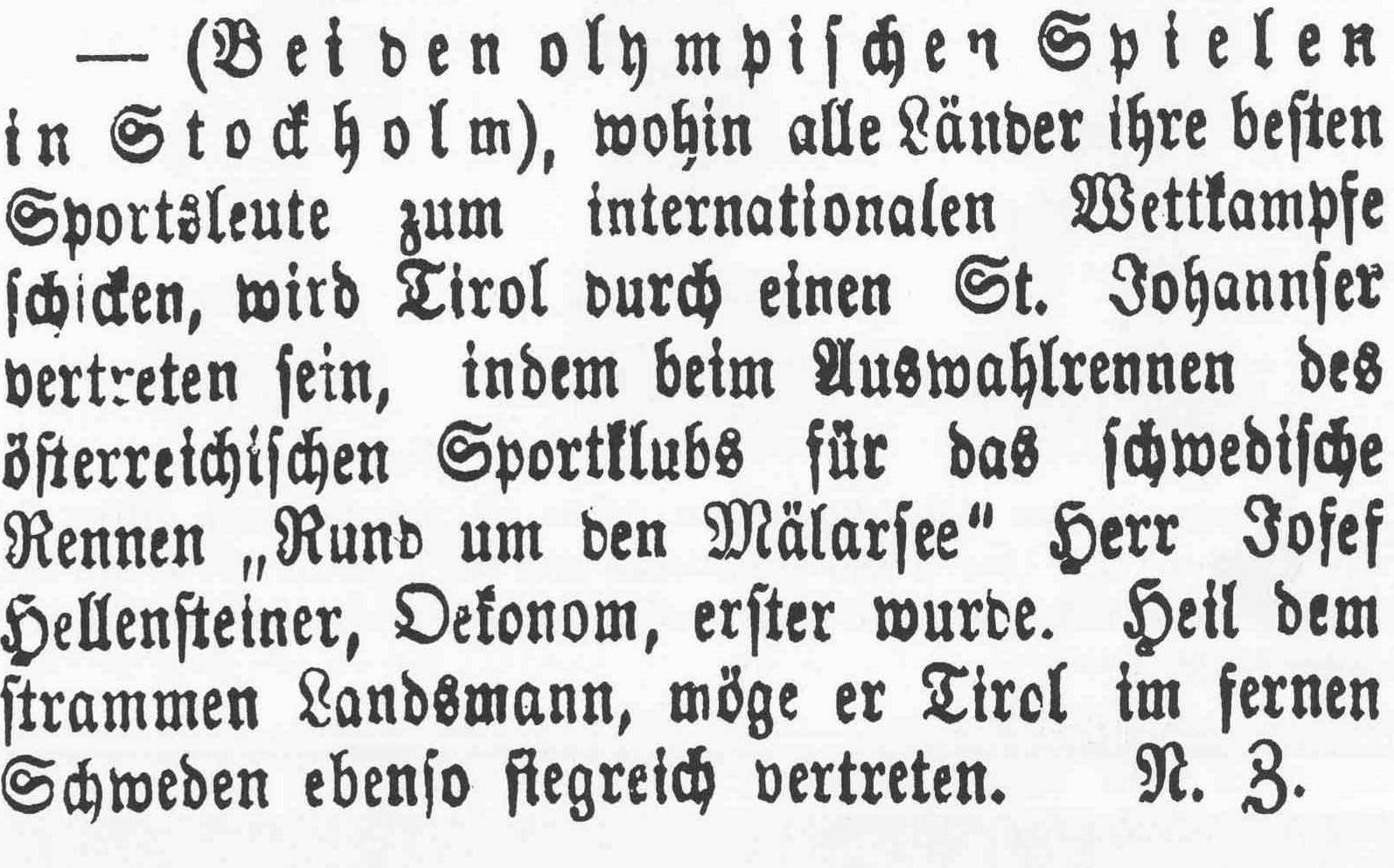
Zeitungsbericht über die Olympiateilnahme Hellensteiners im Boten für Tirol

Hellensteiner gewann 1912 auch die Tiroler Bergmeisterschaft und den Bewerb rund um die Gletscher sowie die Ausscheidung für die V. Olympischen Sommerspiele 1912 in Stockholm. Nach einem 320-km-Bewerb um den Mälarsee beendete er das olympische Einzelzeitfahren als 45. unter 120 Teilnehmern mit ca. einer Stunde Rückstand auf den Sieger. In der Mannschaftswertung im Straßenrennen errang er für Österreich gemeinsam mit seinen Teamkollegen Robert Rammer, Adolf Kofler und Rudolf Kramer den siebten Rang.

Im folgenden Jahr trat Hellensteiner ins Profilager ein, aber seine Erfolge blieben aus, und im Jahr 1914 endete der Sportbetrieb mit dem Ausbruch des Ersten Weltkrieges. Nach dem Krieg wurde Hellensteiner wieder amateurisiert. Er wurde noch dreimal Tiroler Bergmeister und beteiligte sich als einziger Österreicher an der Straßenweltmeisterschaft 1923 in Zürich. Vom Radrennsport nahm er als Sieger des Straßenrennens Innsbruck–Reutte–Innsbruck im Jahr 1933 Abschied.

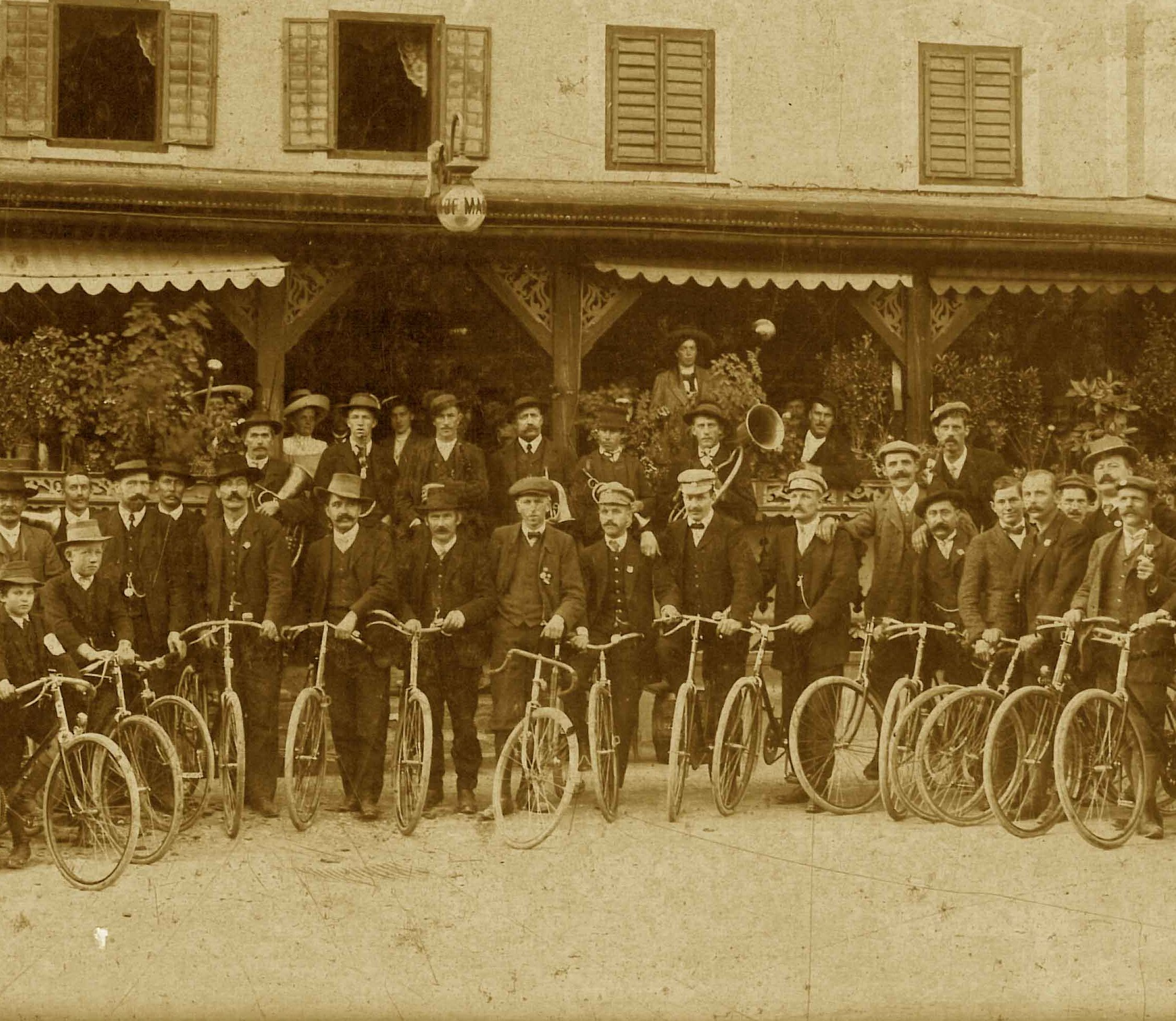
Radrennen 1912 in St. Johann in Tirol, in der Mitte Josef Trixl-Hellensteiner (der einzige mit Sportlenkstange)

Sepp Hellensteiner war nicht nur der erste Tiroler Olympiateilnehmer, sondern auch der erste Sportprofi und der erste wieder amateurisierte Sportler des Landes.

## Skisport
Hellensteiners Lehrer, Johann Siber, in der Kleinschule im St. Johanner Ortsteil Jodler machte ihn schon früh mit dem Skilauf bekannt, und im Alter von 20 Jahren war Hellensteiner Gründungsmitglied des Wintersportvereines St. Johann in Tirol. Für seine ersten Skischuhe brachte Hellensteiner die Skier in die Schusterwerkstatt, damit der vordere Teil des Schuhes genau nach dem Backen gestaltet werden konnte.
1909/10 lernte Hellensteiner beim norwegischen Skilehrer Jacob Schappel-Jacobsen die so genannte „Norweger-Technik.“ Danach war er selber als Skilehrer tätig. Zunächst in Schliersee (1912), dann in der so genannten Hinterdux bei Kufstein und ab 1924 als Leiter der Arlbergschule, wo er ein enger Mitarbeiter des Skipioniers Hannes Schneider war. Schließlich leitete er in den 1930er Jahren die zusammengeschlossenen Skischulen in Kitzbühel, wo er auch nach dem Zweiten Weltkrieg noch bis etwa 1970 als Skilehrer tätig war.
Als Skirennfahrer erzielte er achtbare Erfolge bei regionalen Wettbewerben. 1910 gewann er das Rennen von der Schmittenhöhe, wo er sogar den berühmten Heeressportler Georg Bilgeri besiegte. 1912 wurde er Tiroler Langlaufmeister.